# رشته‌کوه سینیر
رشته‌کوه سینیر (روسی: Сынныр) یک رشته‌کوه در استان ایرکوتسک کشور روسیه است.